# Maesa tenuifolia
Maesa tenuifolia är en viveväxtart som beskrevs av Carl Christian Mez. Maesa tenuifolia ingår i släktet Maesa och familjen viveväxter. Inga underarter finns listade i Catalogue of Life.